# Carmen granadino

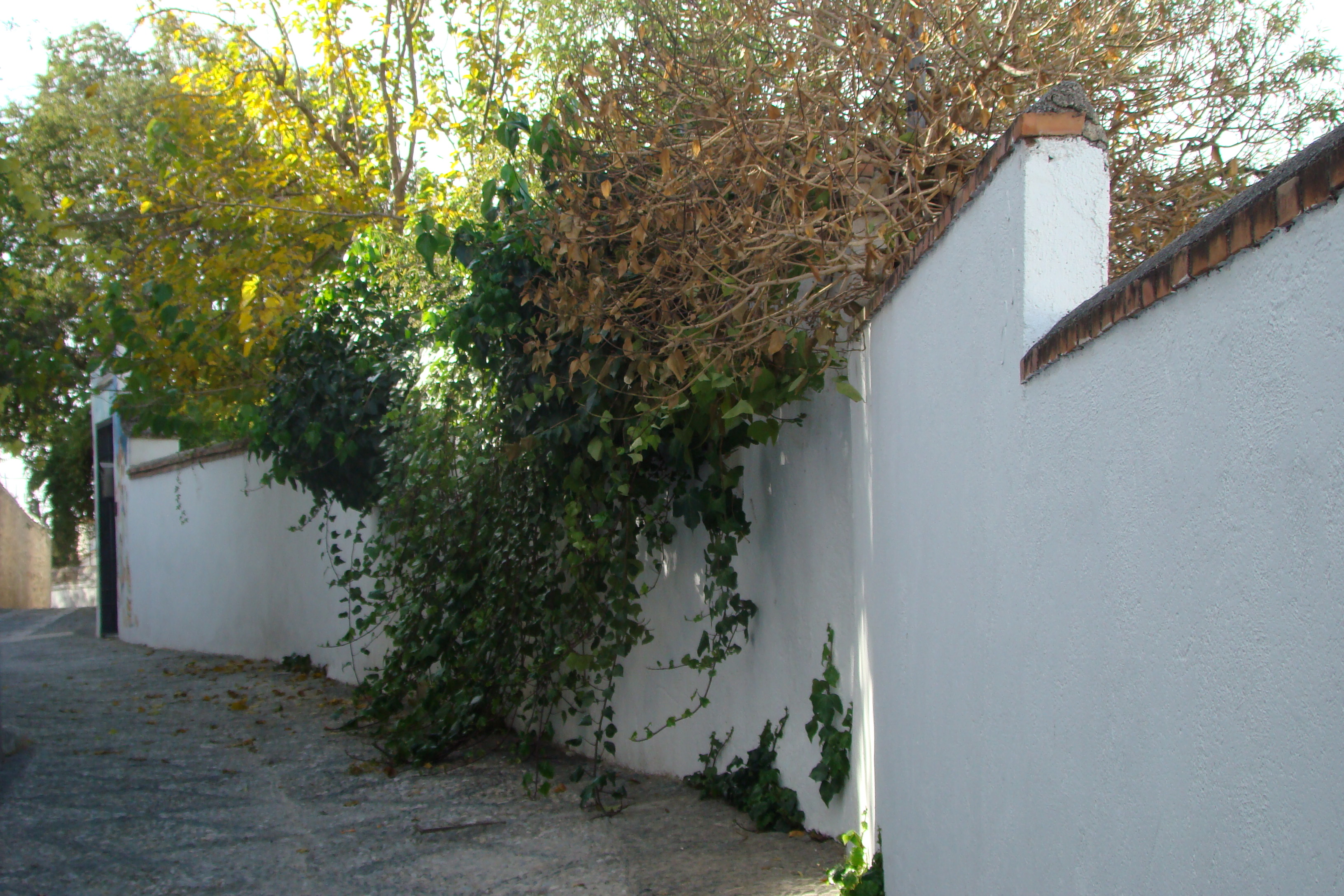
Tapias de un «carmen» en el Albaicín. Este sería el prototipo del aspecto de un carmen desde el espacio urbano exterior

Un carmen es un tipo de vivienda urbana típica de la ciudad de Granada (España), con un espacio verde anexo, jardín y huerta a la vez, que constituye una extensión de la vivienda, según la definición clásica de Seco de Lucena. 
El carmen es un espacio cerrado al exterior, cercado por tapias de unos dos metros de altura, normalmente blanqueadas, con vegetación frondosa. Es propio de los barrios asentados en las colinas de la ciudad, Albaicín y Realejo y, por tanto, su terreno suele estar dispuesto en paratas escalonadas. «No es únicamente jardín, ni únicamente huerto» y «por lo general, no es finca de lujo, sino pequeña finquita unitaria».

## Etimología
La palabra «carmen» proviene, según está generalmente aceptado y así lo recoge el Diccionario de la lengua española, de la voz arábigo-hispana karm que, en su acepción más amplia, significa «viña», aunque en época nazarí designaba un tipo de finca rústica situada extramuros de la ciudad de Granada. En ocasiones, en lenguaje popular, se lo denomina «carme».

## Historia
En un comienzo, el karm granadino tenía un carácter eminentemente rústico, aunque más como finca de recreo que como explotación agrícola, con vivienda, jardín y huertos, fuentes y albercas y, al menos en sus inicios, plantaciones de vid. Este carácter de quinta de recreo situada extramuros de la ciudad está acreditado por numerosos autores de la época, como Ibn al-Jatib, en el siglo XIV, y el escritor castellano Luis del Mármol, quien destacaba «las salidas de la ciudad hacia la vega (...) entre cármenes y huertas de mucha frescura, especialmente por la puerta del Albayzin que llaman Fex el Leuz» (Fajalauza). Ibn Luyun, en el siglo XIII, revela y expone cómo ha de construirse. Mucho después, ya en el siglo XVII, Henríquez de Jorquera aún recogía el carácter rústico de la mayoría de los cármenes.
El carmen comenzó a adquirir un carácter más urbano a partir de comienzos del siglo XVII. Como consecuencia de la sublevación de los moriscos (1568), que fue iniciada desde el corazón del barrio del Albaicín, la población del mismo fue expulsada masivamente y, con ello, se produjo el abandono de viviendas, comercios y otros edificios, con lo que el barrio entró en un acelerado proceso de ruina, agravado por la rapiña de las tropas y las fuertes tormentas de 1580, que lo hizo pasar de los 30 000 habitantes de 1560 a los apenas 5000 censados en 1620. Fue precisamente en este siglo XVII cuando el Albaicín adquirió la imagen tradicional que ha perdurado hasta hoy, con cármenes, huertas y hábitat poco denso.

## El carmen moderno

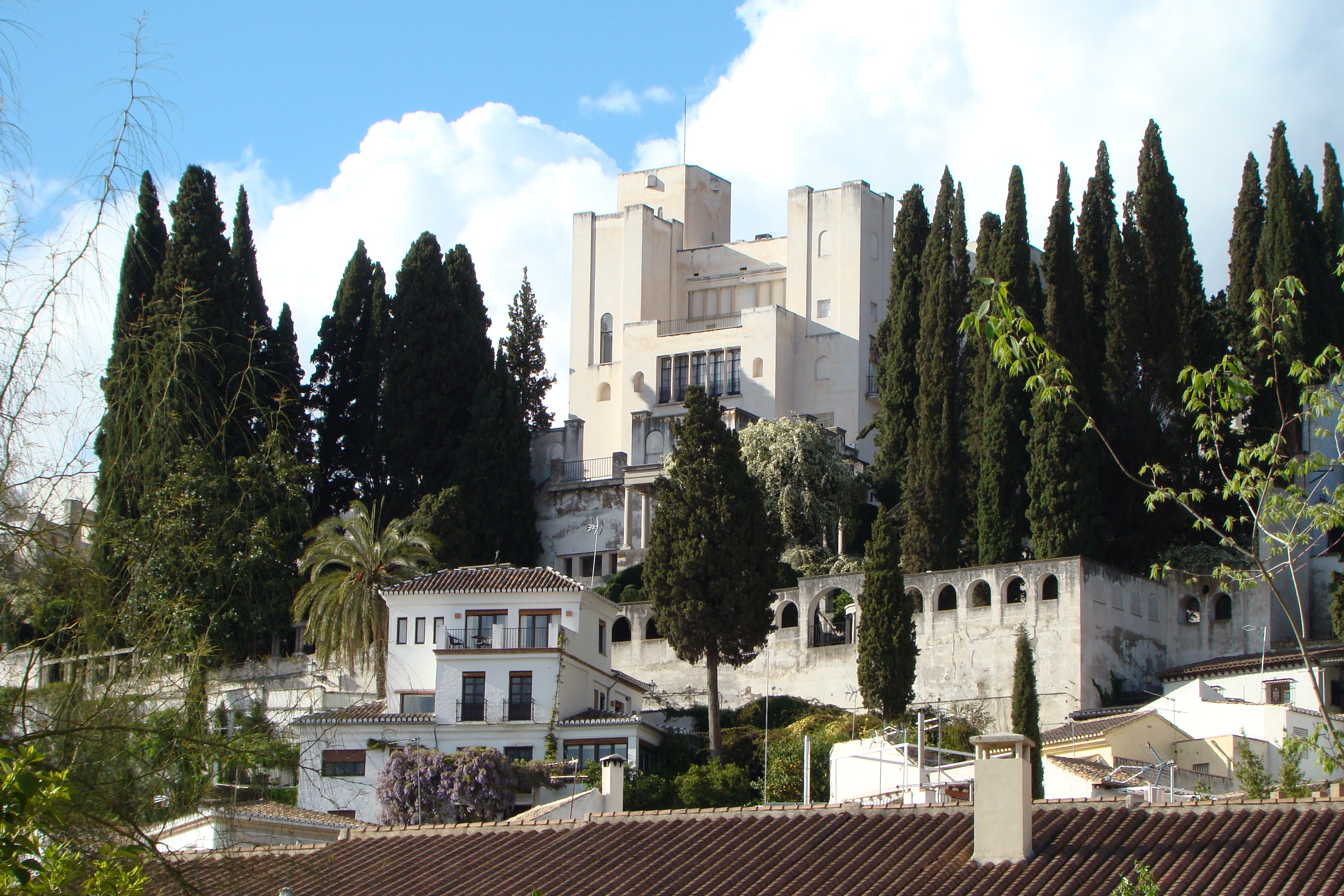
Carmen de los Rodríguez Acosta, en el barrio del Realejo. Delante, otros cármenes de menor entidad

Sin embargo, las peculiaridades actuales del «carmen granadino» se forjaron esencialmente a finales del siglo XVIII y comienzos del XIX, con un carácter fuertemente romántico. La mayor parte de los cármenes que subsisten hoy en día pertenecen a esta época, en su versión actual, pues algunos de ellos se construyeron sobre otras edificaciones anteriores. Con frecuencia, adquirieron entidad arquitectónica o paisajística mucho mayor de lo que era tradicional en los cármenes. Es el caso del Carmen de la Victoria y del de los Chapiteles, en el valle del río Darro, o el del Carmen de los Mártires, el de los Catalanes y el de los Rodríguez Acosta, situados todos ellos en la colina del Mauror. Este último es mucho más tardío, ya de comienzos del siglo XX, y se edificó bajo los parámetros del modernismo y el art deco.